# 李予昂
李予昂（1901年—1985年），原名育智，字愚庵，亦作遇安，男，山西平遥人，中华人民共和国政治人物，曾任中央人民政府财政部税务总局局长，山东省人大常委会副主任。